# Heinrich von Bobenhausen
Heinrich von Bobenhausen, spesso italianizzato in Enrico di Bobenhausen (1514 circa – 21 marzo 1595), è stato Gran maestro dell'Ordine teutonico dal 1572 al 1590.

## Biografia
Entrò a far parte dell'ordine nel 1544. All'inizio risiedette a Mergentheim, allora capitale, dove fu impiegato nell'amministrazione centrale dell'ordine.  Dal 1549 resse la commanderia di Francoforte sul Meno ed in seguito quella di Ratisbona, fino a quando, nel 1565, non venne sollevato dal gran maestro Wolfgang Schutzbar. Deceduto questo, nel 1566 fu richiamato dal nuovo gran maestro Weckheim, di cui, nel 1572 venne eletto successore. In breve tempo, però, si trovò in cattive relazioni con l'imperatore Massimiliano II a causa delle sue posizioni ritenute troppo concilianti verso i riformati; nello stesso periodo compì diversi passi diretti a recuperare la Prussia dopo la morte dell'ex maestro Alberto di Brandeburgo, non coronati da alcun successo. Nel 1585 fu costretto ad accettare come suo coadiutore l'arciduca Massimiliano, impostogli dall'imperatore. In seguito a ciò rimase privo di reale potere all'interno dell'ordine e decise di ritirarsi a Wissembourg. Nel 1590 fu costretto a rassegnare le dimissioni.